# Won sud-coréen (1945-1953)
Pour les articles homonymes, voir Won et Won sud-coréen.
Le won (hangeul : 원 ; hanja : 圓) est la première monnaie de la Corée du Sud. Elle fut en vigueur du 16 août 1945 au 16 février 1953. 
En 1945, avec le départ des Japonais et l'arrivée des États-Unis, le won remplace le yen coréen en respectant tout d'abord la parité de 1 won pour 1 yen. À cette époque, il peut être subdivisé en 100 jeons.
Le won sud-coréen est ensuite lié au dollar U.S. Avec un taux de 15 wons pour un dollar dès octobre 1945. Il subit dès lors une dévaluation rapide et passe à 50 ₩/$   le 15 juillet 1947, 450 ₩/$  le 1er octobre 1948, 900 ₩/$  le 14 juin 1949, 1800 ₩/$ le 1er mai 1950, 2500 ₩/$  le 1er novembre 1950 et 6000 ₩/$  le 1er avril 1951. 
À cause de cette forte perte de valeur, il est finalement remplacé par le hwan au taux de 1 hwan pour 100 wons.

## Billets et pièces
La pièce de 1 jeon était la seule pièce existante et avait été mise en circulation par le gouvernement japonais.

### Billets de la banque de Joseon
Le passage du yen coréen au won se fait dans la continuité puisque les deux monnaies sont gérées par la banque de Chosen. De plus, la dénomination ne change pas vraiment puisque les inscriptions sont écrites avec des caractères chinois et que le mot coréen won est un mot apparenté au mot  japonais yen et écrit à l'aide du même caractère, seule la prononciation diffère selon la langue.
A la libération, il n'y a donc que deux différences majeures : la représentation du paulownia, emblème du gouvernement japonais est remplacée par une fleur d'hibiscus, fleur nationale de la Corée et l'interchangeabilité avec le yen japonais est supprimée. 
La valeur nominale des billets imprimés était de 5, 10, 20 et 50 jeons ainsi que de 1, 5, 10 et 100 wons. 

### Billets de la banque de Corée
Le 12 juin 1950, une nouvelle banque est créée : la banque de Corée. Elle reprend les tâches de la banque de Chosen. Celle-ci va dès lors commencer à émettre de nouveaux billets parallèlement à ceux de la banque de Chosen qui restent en circulation. 
Ces premiers billets sont émis le 22 juillet 1950 au tout début de la guerre de Corée. Il s'agit d'un billet de 100 wons représentant Gwanghwamun, la porte principale du palais de Gyeongbokgung et d'un billet de 1000 wons à l'effigie de Syngman Rhee, le président en service à l'époque. Ils sont imprimés par l'imprimerie nationale du Japon. Ce n'est qu'à partir du 10 octobre 1952 que ces billets sont imprimés en Corée par KOMSCO (en). 
| Image   | Image  | Valeur    | Dimensions  | Couleur principale | Description  | Description            | Date de         | Date de         | Imprimeur                      |
| Endroit | Envers | Valeur    | Dimensions  | Couleur principale | Endroit      | Envers                 | Sortie          | Retrait         | Imprimeur                      |
| ------- | ------ | --------- | ----------- | ------------------ | ------------ | ---------------------- | --------------- | --------------- | ------------------------------ |
|         |        | 100 wons  | 158 × 78 mm | Brun               | Gwanghwamun  | Valeur                 | 22 juillet 1950 | 17 février 1953 | Imprimerie nationale japonaise |
|         |        | 500 wons  | 145 × 61 mm | Bleu               | Syngman Rhee | Pagode Gongwon à Séoul | 10 octobre 1952 | 17 février 1953 | KOMSCO                         |
|         |        | 1000 wons | 171 × 78 mm | Vert               | Syngman Rhee | Valeur                 | 22 juillet 1950 | 17 février 1953 | Imprimerie nationale japonaise |
|         |        | 1000 wons | 145 × 61 mm | Bleu               | Syngman Rhee | Pagode Gongwon à Séoul | 10 octobre 1952 | 17 février 1953 | KOMSCO                         |